# Hydaticus inexspectatus
Hydaticus inexspectatus là một loài bọ cánh cứng trong họ Bọ nước. Loài này được Trémouilles miêu tả khoa học năm 1996.